# Вилађо Паола (Салерно)
Вилађо Паола је насеље у Италији у округу Салерно, региону Кампанија.
Према процени из 2011. у насељу је живело 36 становника. Насеље се налази на надморској висини од 443 м.